# Bråbygden
Bråbygden är ett cirka 5 400 hektar stort område i Kristdala församling, Oskarshamns kommun omfattande 14 byar. Bygden är känd som ett av Sveriges största sammanhängande kulturlandskap och klassades redan på 1970-talet som Riksintresse för kulturmiljövård.
| Karaktäristiska landskapsvyer vid färd genom Bråbygden. |  | Karaktäristiska landskapsvyer vid färd genom Bråbygden. |
| Karaktäristiska landskapsvyer vid färd genom Bråbygden. |  |                                                         |

## Allmänt
2006 bodde cirka 270 personer i Bråbygden, medelåldern var strax över trettio. Dagis och förskola finns, men skolan lades ner 1993. Det finns fem heltidsbönder och ett tiotal fritidsbönder som ser till att landskapet hålls öppet. Sedan slutet på 1990-talet har bygden upplevt en blomstring som man antagligen får gå tillbaka till 1800-talet för att finna motstycke till. Gamla hus, som ingen kunde tro att de skulle bli något annat än sommarstugor, är idag bebodda året om. 
I Bråbo finns ett naturum. På den gamla naturbetesmarken finns mer än 40 arter per kvadratmeter, till exempel spindelört, sträv nejlikrot, låsbräken, gulplister, långbladig spåtistel, slåttergubbe och brudsporre.

## Byarna
Byarna i Bråbygden är Applekulla, Bjälebo (arealsmässigt största byn), Lilla Bråbo, Stora Bråbo, Bråhult, Brånäs, Fallebo (arealsmässigt den näst största byn i bygden), Fallebotorp, Gullhanetorp, Gumsebo, Humleryd, Källeryd, Saxtorp, Äspenäs och Östantorp.

## Historia
Bråbo nämns i text första gången den 14 oktober 1357 då Inge i Brabodhum, dvs. Inge i Bråbo, sålde mark till Claes Ruska. Flera av Bråbygdens byar är skriftligt dokumenterade från ungefär samma tid, vilket tyder på att uppodlingen startat ännu tidigare. Sedan tidig medeltid är Bråbygden en boskapsskötande bygd som kombinerat boskapsskötseln med skogsutnyttjande till exempel tjärbränning, kolning, sågning av timmer.

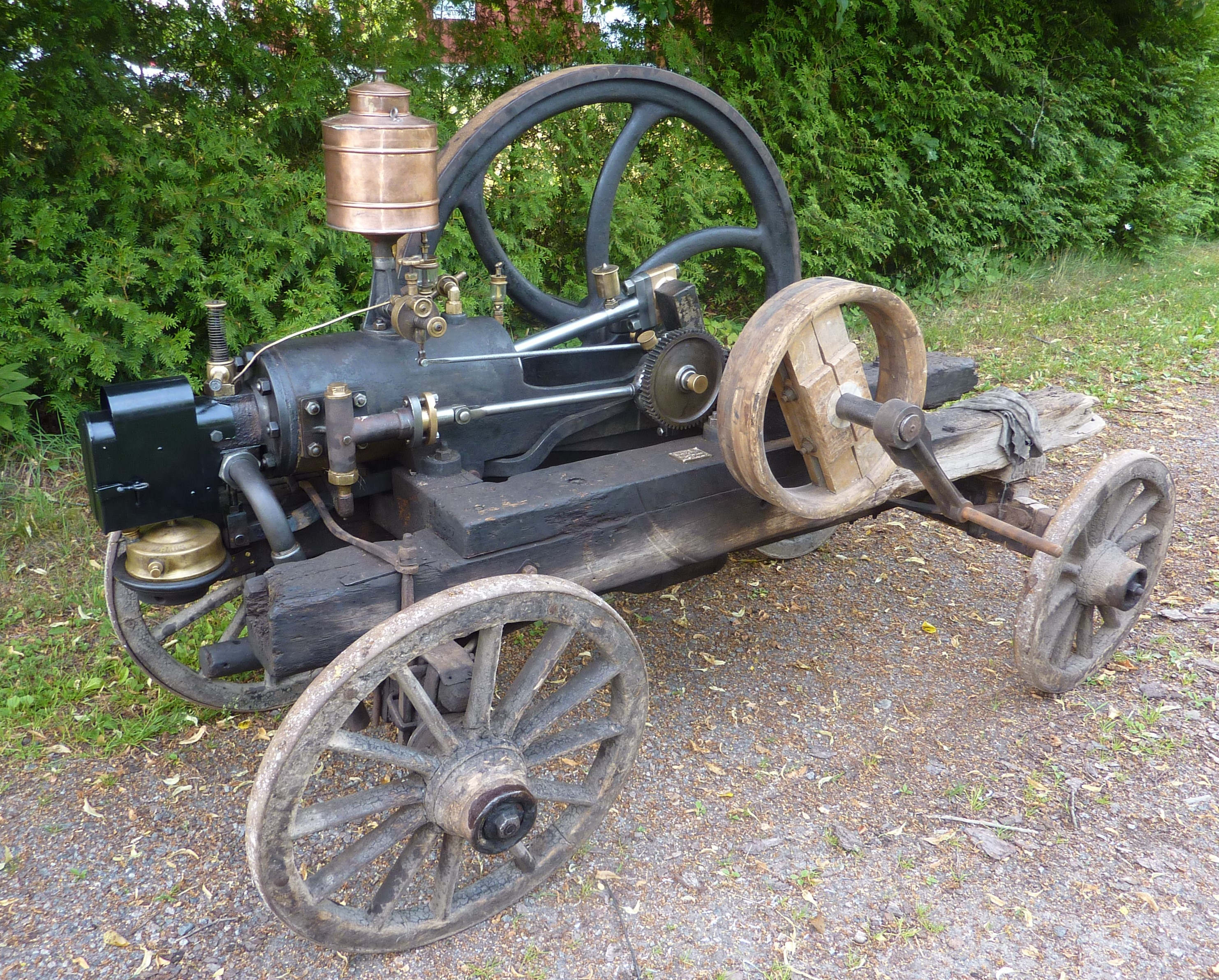
Beijers första motor från 1896.tillverkad i Soldattorpet i Fallebo. Innan flytten in till Kristdala 1900

När folkmängden växte på 1700-talets senare del och under 1800-talet växte det upp torp och små stugor i byarnas utkanter utmed vägarna och ofta på natursköna platser ute i utmarkerna. Många av husen är idag rivna men några finns kvar, om inte permanent bebodda, så som välvårdade fritidsbostäder. Vid Soldattorpet i Fallebo tillverkade Nils August Beijer redan 1896 en fotogenmotor som blev början till Motorverkstäderna i såväl Kristdala som Vimmerby. Motorn finns bevarad vid Rubens maskinhistoriska samlingar i Götene
På 1930-talet och några decennier framåt fanns murare, målare, smeder, byggmästare, snickare, möbelsnickare, skräddare, sömmerskor, skomakare, frisörer och en slaktare verksamma i Bråbygden. Under en period fanns det två caféer i Bjälebo och ett i Bråbo, handelsbodar fanns i Saxtorp, Bråbo, Fallebo, Applekulla och Gumsebo. Handelsboden i Bråbo var öppen till senare delen av 1970-talet. Till mitten av 1950-talet fanns en kiosk med tidningar och varm korv. Fyra trafikbilar, taxi, var stationerade i Fallebo. Två stycken bensinstationer fanns i Bråbo, i Saxtorp fanns under en period en maskinstation och den sista av de två cykelverkstäderna lades ner på 1960-talet.
Fram till mitten av 1940-talet var varje boställe en jordbruksfastighet med kor, hästar och andra husdjur som drevs av en bondefamilj. All mark utnyttjades intensivt. Nya tekniker och villkor ledde till att nästan alla jordbruk lades ner. Arbetstillfällen erbjöds vid industrierna i Oskarshamn, Hultsfred och andra tätorter åren efter andra världskrigets slut. "Arbetarbussar" började trafikera byarna morgon och kväll på vardagarna runt 1950.
De allra flesta av ladugårdarna från de sjuttiotal gårdar som var i drift under 1900-talets början står fortfarande kvar, ängsmarkerna vårdas ännu även om ängsladorna i stort sett är borta idag.